# Carrozzeria Orfeo
Carrozzeria Orfeo è una compagnia teatrale italiana.

## Storia
La compagnia viene fondata nel 2007 da Massimiliano Setti, Gabriele Di Luca e Luisa Supino, attori conosciutisi durante i corsi all'Accademia d'Arte Drammatica Nico Pepe di Udine. La Compagnia, che ha la sua sede a Mantova, in 13 anni di attività, con 9 spettacoli all'attivo, il film Thanks!, prosegue nel suo teatro pop, fatto di drammaturgie originali, che trovano ispirazione nell'osservazione del nostro tempo, in cui l'ironia si fonde alla tragicità e il divertimento al dramma.
Il successo nazionale avviene nel 2013 con il debutto dello spettacolo Thanks for Vaselina, a cui fanno seguito Animali da Bar e Cous Cous Klan, in coproduzione con il Teatro dell'Elfo di Milano.
Nel 2019 viene tratto dallo spettacolo Thanks for vaselina, Thanks!, interpretato da Luca Zingaretti. Nello stesso anno l'autore della compagnia, Gabriele Di Luca, e l'attrice Beatrice Schiros vengono premiati con il Premio E.T.I. Gli Olimpici del Teatro.

## Allestimenti
- Nuvole barocche, regia di Gabriele Di Luca, Massimiliano Setti, Luca Stano (2007)
- Gioco di mano, regia di Massimiliano Setti (2008)
- Sul confine, regia di Gabriele Di Luca, Massimiliano Setti, Alessandro Tedeschi (2009)
- Idoli, regia di Gabriele Di Luca, Massimiliano Setti, Alessandro Tedeschi (2011)
- Robe dell'altro mondo, regia di Alessandro Tedeschi, Gabriele Di Luca, Massimiliano Setti, Roberto Capaldo (2012)
- Thanks for vaselina, regia di Gabriele Di Luca, Massimiliano Setti, Alessandro Tedeschi (2013)
- Animali da bar, regia di Gabriele Di Luca, Massimiliano Setti, Alessandro Tedeschi (2015)
- Cous Cous Klan, regia di Gabriele Di Luca, Massimiliano Setti, Alessandro Tedeschi (2018)
- Miracoli metropolitani, regia di Gabriele Di Luca, Massimiliano Setti, Alessandro Tedeschi (2020)
- Salveremo il mondo prima dell'alba, regia di Gabriele Di Luca, Massimiliano Setti, Alessandro Tedeschi (2023)